# Шарлотт (Мен)
Шарлотт (англ. Charlotte) — місто (англ. town) в США, в окрузі Вашингтон штату Мен. Населення — 337 осіб (2020).

## Демографія
Згідно з переписом 2010 року, у місті мешкали 332 особи в 148 домогосподарствах у складі 92 родин. Було 256 помешкань
Расовий склад населення:
| - 94,0 % — білих - 3,0 % — корінних американців |

До двох чи більше рас належало 3,0 %. Частка іспаномовних становила 0,9 % від усіх жителів.
За віковим діапазоном населення розподілялося таким чином: 21,1 % — особи молодші 18 років, 62,0 % — особи у віці 18—64 років, 16,9 % — особи у віці 65 років та старші. Медіана віку мешканця становила 50,0 року. На 100 осіб жіночої статі у місті припадало 100,0 чоловіків;  на 100 жінок у віці від 18 років та старших — 106,3 чоловіків також старших 18 років.
Середній дохід на одне домашнє господарство  становив 64 190 доларів США (медіана — 49 583), а середній дохід на одну сім'ю — 72 152 долари (медіана — 58 750). Медіана доходів становила 50 000 доларів для чоловіків та 30 313 долари для жінок. За межею бідності перебувало 8,9 % осіб, у тому числі 1,4 % дітей у віці до 18 років та 13,6 % осіб у віці 65 років та старших.
Цивільне працевлаштоване населення становило 127 осіб. Основні галузі зайнятості: освіта, охорона здоров'я та соціальна допомога — 25,2 %, виробництво — 16,5 %, роздрібна торгівля — 14,2 %.